# Detective Dee und die Legende der vier himmlischen Könige
Detective Dee und die Legende der vier himmlischen Könige (Originaltitel: chinesisch 狄仁傑之四大天王 / 狄仁杰之四大天王, Pinyin Di Renjie zhī Sì dà tiānwáng) ist ein chinesischer Fantasy-Wuxia-Film von Tsui Hark aus dem Jahr 2018. 
Es handelt sich um Harks dritten Film um Detective Dee (Di Renjie), nach Detective Dee und das Geheimnis der Phantomflammen (2011) und dessen Prequel Detective Dee und der Fluch des Seeungeheuers (2013). Die Hauptdarsteller des Vorgängerfilms Mark Chao, Feng Shaofeng, Lin Gengxin und Carina Lau kehrten in ihre Rollen zurück, neu zum Cast stießen Ethan Juan und Sandra Ma. Der Film erschien am 27. Juli 2018 in den chinesischen, britischen, australischen und neuseeländischen Kinos.

## Handlung
Der Film schließt direkt an Detective Dee und der Fluch des Seeungeheuers an. Di Renjie wurde zum Vorsitzenden des Obersten Gerichtshofs (Da Li Si) ernannt und erhielt von Kaiser Gaozong das symbolträchtige Drachenschwert. Durch diese Auszeichnung sieht sich die spätere Kaiserin Wu Zetian in ihrem Machtstreben bedroht. Wu beauftragt den Anführer der kaiserlichen Garde (und guten Freund Dis) Yuchi Zhenjin, mit Hilfe einiger angeheuerter Zauberer Dis Drachenschwert zu stehlen. Yuchi stimmt schweren Gewissens zu, fordert aber, dass Di unversehrt bleiben muss. Die Zauberer versuchen dennoch, Di zu töten. In weiser Voraussicht hat Di das Drachenschwert längst versteckt und taucht auch selbst schließlich unter, um die Verschwörung aufzudecken.
Yuchi erhält von Di einen Hinweis über das Versteck des Drachenschwerts. Als dieser es im Tempel der vier Himmelskönige entdeckt, wird er von einem der Zauberer angegriffen. Yuchi tötet den Angreifer und nimmt das Drachenschwert an sich. Wu Zetian übernimmt als Reaktion auf Dis Abwesenheit selbst den Obersten Gerichtshof. Als sie den Anführer der Zauberer wegen seiner Verdienste an den kaiserlichen Hof bestellt und er seine Zauberkünste vorführen soll, erwacht augenscheinlich eine goldene Drachenstatue zum Leben. Der Drache tötet zwei der Zauberer und löst eine Massenpanik aus. Die Schuld für die Vorfälle fällt auf Yuchi und er wird verhaftet. Doch Di kann sich Zugang zum Palast verschaffen: Er befreit Yuchi und findet heraus, dass die angeblichen Zauberer lediglich mit Illusionstechniken gearbeitet hatten und der echte Anführer der Zauberer bereits tot war.
Tatsächlich steckt eine indische Zaubersekte hinter den seltsamen Vorfällen am Kaiserhof, die „Windkrieger“. Die Sekte hatte dem früheren Kaiser seine Macht gesichert, war von diesem aber hintergangen und beinahe ausgelöscht worden, woraufhin die Überlebenden Rache schworen. Mit ausgeklügelten Illusionen war es ihnen schließlich gelungen, die machthungrige Wu Zetian unter ihre Kontrolle zu bringen und für ihre Zwecke zu missbrauchen. Di veranlasst, die Kaiserfamilie zu verstecken, während er mit der Hilfe seines Gehilfen Shatuo und der abtrünnigen Zauberin Wassermond versucht, den mächtigen Zen-Meister Yuan Ce als Unterstützung gegen den Anführer der Windkrieger zu gewinnen. Als die Krieger mit immer neuen Illusionstechniken den Obersten Gerichtshof bestürmen, erscheint Yuan Ce im letzten Moment und kann mit einem Sieg über den Anführer die drohende Niederlage Dis und seiner Männer verhindern.
Nach der erfolgreichen Verteidigung werden sowohl Di als auch Yuchi begnadigt und wieder in ihre Positionen eingesetzt. Wu Zetian wendet sich nach den Vorfällen dem Buddhismus zu und in einer Mid-Credit-Szene ist zu sehen, wie sie den Bau der riesigen Statue plant, die 20 Jahre später in Detective Dee und das Geheimnis der Phantomflammen eine Rolle spielt.

## Synchronisation
Die deutsche Synchronfassung wurde von Think Global Media in Berlin erstellt, unter der Dialogregie von Ronald Nitschke und nach einem Dialogbuch von Jörg Hartung. Lin Gengxin wird nicht mehr wie im Vorgänger von Jan Makino gesprochen.
| Rolle                          | Darsteller    | Sprecher          |
| ------------------------------ | ------------- | ----------------- |
| Di Renjie                      | Mark Chao     | Markus Pfeiffer   |
| Wu Zetian                      | Carina Lau    | Antje von der Ahe |
| Shatuo Zhong                   | Lin Gengxin   | Fabian Oscar Wien |
| Yuchi Zhenjin                  | Feng Shaofeng | Alexander Doering |
| Meister Yuan Ce                | Ethan Juan    | Bernd Egger       |
| Shui Yue (Wassermond)          | Sandra Ma     | Marieke Oeffinger |
| Mozu (Meister der Windkrieger) | Jia Wei       | Thomas Kästner    |
| Kaiser Gaozong                 | Chien Sheng   | Ingo Albrecht     |
| Huan Tian Zhenren              | Aoyue Zhang   | Alexander Hauff   |
| Yi An                          | Minghu Xu     | Martin Gleitze    |
| Huo Geng                       | Lei Li Bing   | Ronald Nitschke   |
| Ding Xun                       | Yiwei Yang    | Steven Merting    |

## Produktion

### Entwicklung
Regisseur Tsui Hark gab in einem Interview mit der South China Morning Post im März 2017 an, dass die Entwicklung des Films beinahe ebenso lang gedauert habe wie jene des ersten Dee-Films. Die Arbeit habe bereits direkt im Anschluss an den zweiten Film begonnen, aber die Geschichte werde noch immer laufend angepasst. Chang Chia-lu musste auf Bitten des Regisseurs mehrfach das Drehbuch umschreiben. Feng Shaofeng, der Darsteller des Yuchi, erklärte in einem Interview, dass es in der Geschichte des Films um die dunklen Abgründe der Menschen gehe. Detective Dee werde in dem komplexen Fall seinen mächtigsten Feinden gegenüberstehen.

### Dreharbeiten
Die Dreharbeiten begannen Ende März 2017 und wurden Anfang August des Jahres abgeschlossen. Produzent Chen Kuo-fu erklärte, dass die Kosten des Films während der Produktion anstiegen, da Tsui Hark immer neue Ideen einbrachte. Die Produktionsfirma Huayi Brothers hatte jedoch keine Zweifel am Regisseur und stellte ein entsprechend erhöhtes Budget zur Verfügung. Feng Shaofeng hatte bereits nach dem zweiten Film zugesagt, für eine Fortsetzung zur Verfügung zu stehen, allerdings aufgrund der langen Vorbereitungszeit befürchtet, womöglich nicht mehr berücksichtigt zu werden. Wie die anderen Hauptdarsteller des Vorgängerfilms konnte er jedoch in seine Rolle zurückkehren.

## Veröffentlichung
Detective Dee und die Legende der vier himmlischen Könige hatte seine Premiere beim Fantasia International Film Festival in Québec am 28. Juni 2018. Regulär lief der Film am 27. Juli 2018 in IMAX in den chinesischen Kinos an. Am selben Tag startete er auch in Australien und Neuseeland sowie im Vereinigten Königreich.
Im deutschen Sprachraum wurde der Film von Koch Media am 25. Oktober 2018 direkt auf Blu-ray und DVD veröffentlicht.

## Rezeption
Detective Dee und die Legende der vier himmlischen Könige erntete gemischte Kritiken.
Der Filmdienst beschrieb den Film als „pure Augenweide“ und hob die „prachtvollen Kostüme[], magischen Kreaturen und eleganten Kampf-Choreografien“ positiv hervor. Die „wilde Geschichte um Machthunger, Rache und einen bodenständigen Helden“ würde dem Fantasy-Epos „eine solide Grundlage“ geben. Die Schauwerte betonte auch Maggie Lee in der Variety: Der Film sei der bislang spektakulärste aus dem Detective-Dee-Franchise, eine Extravaganza von Technik und Vorstellungskraft, Tsui Harks kindliche Fantasie und sein Einfallsreichtum seien schier unerschöpflich. Die Ästhetik wirke allerdings insgesamt sehr aufgebläht. Dazu käme eine Geschichte mit einer Vielzahl von Figuren, reich an Action und mit ausreichend Hintergrundgeschichte. Der Regisseur nutze die Gelegenheit auch wieder erfolgreich, um politische Anspielungen über Machiavellismus und Gedankenkontrolle einzuweben. Unter den Darstellern sei erneut Carina Lau als Wu Zetian hervorzuheben, während die Hauptfigur in diesem Film eher blass bleibe. Justin Chang kritisierte in der Los Angeles Times, dass der Film nie richtig in Schwung komme. Er biete oberflächliche visuelle Freuden und klassische Wuxia-Elemente, doch das menschliche Element bleibe inmitten der überbordenden Effekte und der übernatürlichen Geschehnisse auf der Strecke.

## Auszeichnungen
| Preis                                  | Kategorie                           | Nominierte(r)                                                       | Resultat  |
| -------------------------------------- | ----------------------------------- | ------------------------------------------------------------------- | --------- |
| Hong Kong Film Awards 2018             | Beste Kamera                        | Sung Fai Choi                                                       | Nominiert |
| Hong Kong Film Awards 2018             | Bester Schnitt                      | Tsui Hark, Li Lin                                                   | Nominiert |
| Hong Kong Film Awards 2018             | Beste künstlerische Leitung         | King Man Lee, Yoshihito Akatsuka                                    | Nominiert |
| Hong Kong Film Awards 2018             | Bestes Kostümdesign und beste Maske | Bruce Yu, Pik Kwan Lee                                              | Nominiert |
| Hong Kong Film Awards 2018             | Beste Actionchoreographie           | Feng Lin                                                            | Nominiert |
| Hong Kong Film Awards 2018             | Bestes Tondesign                    | Steve Burgess                                                       | Nominiert |
| Hong Kong Film Awards 2018             | Beste visuelle Effekte              | Sooeung ‚Chuck‘ Chae, Young-Soo Park, Hideaki Maegawa, Myung Goo Ji | Nominiert |
| Golden Horse Awards 2018               | Beste visuelle Effekte              | Sooeung ‚Chuck‘ Chae, Young-Soo Park, Hideaki Maegawa, Myung Goo Ji | Nominiert |
| Huading Awards 2019                    | Beste Nebendarstellerin (Film)      | Carina Lau                                                          | Nominiert |
| Gangzhou Students’ Choice Awards 2018  | Beliebtester Nebendarsteller        | Lin Gengxin                                                         | Nominiert |
| Gangzhou Students’ Choice Awards 2018  | Ethan Juan                          | Lin Gengxin                                                         | Nominiert |
| Gangzhou Students’ Choice Awards 2018  | Beliebtester Actionfilm             | Beliebtester Actionfilm                                             | Nominiert |
| Hamilton Behind The Camera Awards 2018 | Beste Actionchoreographie           | Feng Lin                                                            | Gewonnen  |
| Golden Lotus Awards 2018               | Bester Film                         | Bester Film                                                         | Nominiert |
| Golden Lotus Awards 2018               | Bester Regisseur                    | Tsui Hark                                                           | Nominiert |
| Golden Lotus Awards 2018               | Bester Nebendarsteller              | Lin Gengxin                                                         | Nominiert |
| Golden Lotus Awards 2018               | Beste Nebendarstellerin             | Carina Lau                                                          | Nominiert |

## Belege
1. ↑   Freigabebescheinigung für Detective Dee und die Legende der vier himmlischen Könige. Freiwillige Selbstkontrolle der Filmwirtschaft (PDF).
2. ↑  Detective Dee und die Legende der vier himmlischen Könige in der Deutschen Synchronkartei
3. ↑  Edmund Lee: Hong Kong film great Tsui Hark on Stephen Chow’s ego, his lifetime achievement award and Detective Dee 3. In: South China Morning Post. 29. März 2017, abgerufen am 24. November 2020 (englisch).
4. 1 2 3  New Detective Dee film set to thrill mystery fans. In: China Daily. 10. Mai 2018, abgerufen am 24. November 2020 (englisch).
5. 1 2  Isaac Chambers: Cast announced for ‘Detective Dee: The Four Heavenly Kings’. In: Far East Films. 13. Februar 2017, abgerufen am 24. November 2020 (englisch).
6. ↑  Asian Film Strike: Tsui Hark just wrapped filming DETECTIVE DEE: THE FOUR HEAVENLY KINGS. Ma Sichun & Ethan Juan join the returning cast of Young Detective Dee. In: Twitter. 3. August 2017, abgerufen am 24. November 2020 (englisch).
7. ↑  Zhang Rui: ‘Detective Dee’ has new mystery to solve. In: China.org.cn. 4. Mai 2017, abgerufen am 24. November 2020 (englisch).
8. ↑  Ryan Larson: Fantasia 2018 Final Wave Proves It’s The Must See Fest Of The Year. In: Ghastly Grinning. 28. Juni 2017, ehemals im Original (nicht mehr online verfügbar); abgerufen am 24. November 2020 (englisch). (Seite nicht mehr abrufbar. Suche in Webarchiven)
9. ↑  Tsui Hark’s Detective Dee: The Four Heavenly Kings to be Released in IMAX Theatres Across China on July 27. Business Insider, 18. Juni 2018, abgerufen am 24. November 2020 (englisch).
10. ↑  Richard Gray: TSUI HARK’S ‘DETECTIVE DEE: THE FOUR HEAVENLY KINGS’ HITS AUSTRALIAN/NZ CINEMAS IN JULY. In: The Reel Bits. 2. Mai 2018, abgerufen am 24. November 2020 (englisch).
11. ↑  Tsui Hark’s “Detective Dee: The Four Heavenly Kings” in UK Cinemas from 27 July 2018, courtesy of Cine Asia. In: Asian Movie Pulse. 12. Juli 2018, abgerufen am 14. Juli 2018.
12. ↑  Detective Dee und die Legende der vier himmlischen Könige (DVD). Koch Media, abgerufen am 24. November 2020.
13. ↑  Detective Dee und die Legende der vier himmlischen Könige. In: Lexikon des internationalen Films. Filmdienst, abgerufen am 25. Mai 2021.
14. ↑  Maggie Lee: Film Review: ‘Detective Dee: The Four Heavenly Kings’. In: Variety. 26. Juli 2018, abgerufen am 24. November 2020 (englisch).
15. ↑  Justin Chang: Review: ‘Detective Dee: The Four Heavenly Kings’ can’t solve the problem of CGI overload. 26. Juli 2018, abgerufen am 26. November 2020 (englisch).
16. ↑  香港電影金像獎 (Nomination and Awardees list of The 38th Hong Kong Film Awards). The Hong Kong Film Awards, abgerufen am 26. November 2020 (chinesisch).
17. ↑  台北金馬影展 (Golden Horse Award 2018). Taipei Golden Horse Film Festival, abgerufen am 26. November 2020 (chinesisch (Taiwan)).
18. ↑  Heidi Hsia: Chow Yun Fat, Aaron Kwok nominated at 25th Huading Awards. In: Yahoo News Philippines. 30. Mai 2019, abgerufen am 26. November 2020 (englisch).
19. ↑  Guangzhou Student Film Festival (2018). In: IMDb. Abgerufen am 26. November 2020 (englisch).
20. ↑  Hamilton Behind The Camera Awards (2018). In: IMDb. Abgerufen am 26. November 2020 (englisch).
21. ↑  Macau International Movie Festival (2018). In: IMDb. Abgerufen am 26. November 2020 (englisch).